# شباب الميلية
شباب الميلية، هو نادٍ رياضيٌّ عميد الأندية الجيجلية  جزائريٌّ لكرة القدم تأسس عام 1935م.

## وصلات خارجية
- الرابطة الجزائرية المحترفة الأولى ،والثانية ، لكرة القدم